# Щербаков, Алексей Васильевич
Алексе́й Васи́льевич Щербако́в (1 августа 1924 — 24 марта 1946) — Герой Советского Союза, участник Великой Отечественной войны, капитан.

## Биография
Алексей Васильевич Щербаков родился 1 августа 1924 года в городе Кулебаки (ныне Нижегородской области) в семье рабочего. Русский. Член ВКП(б) с 1944. Окончил 7 классов. Работал на Выксунском металлургическом заводе слесарем.
В Красной Армии с января 1943 года, с этого же времени — на фронте Великой Отечественной войны.
Командир отделения 310-го стрелкового полка (8-я стрелковая дивизия, 13-я армия, Центральный фронт) младший сержант Щербаков отличился при форсировании рек Десна и Днепр. 11 сентября 1943 года его отделение в числе первых переправилось через Десну в районе села Оболонь (Коропский район Черниговской области), а 22 сентября 1943 года через Днепр в район села Навозы (ныне Днепровское, Черниговский район Черниговской области).
Звание Героя Советского Союза присвоено 16 октября 1943 года (медаль № 1818).
В 1944 году окончил Черниговское миномётное училище. После окончания училища командовал миномётным взводом; освобождал Польшу, штурмовал Берлин.
Капитан Щербаков погиб 24 марта 1946 года в бою с бандеровцами. Похоронен на аллее Героев в городе Ровно (Украина).

## Награды
- Герой Советского Союза;
- орден Ленина;
- орден Красного Знамени;
- орден Отечественной войны 1 степени;
- медали.

## Память
- Надгробный памятник на могиле Щербакова А. В. в Ровно, Украина.
- Имя Алексея Васильевича есть на стеле Героев на Театральной площади г. Ровно, Украина.
- В городе Выкса его именем названа улица, установлена мемориальная доска.
- В сквере Выксунского металлургического завода установлен бюст Героя.
- Памятная доска установлена в г. Кулебаки Нижегородской области на Стене Героев на мемориальном комплексе площади Победы.

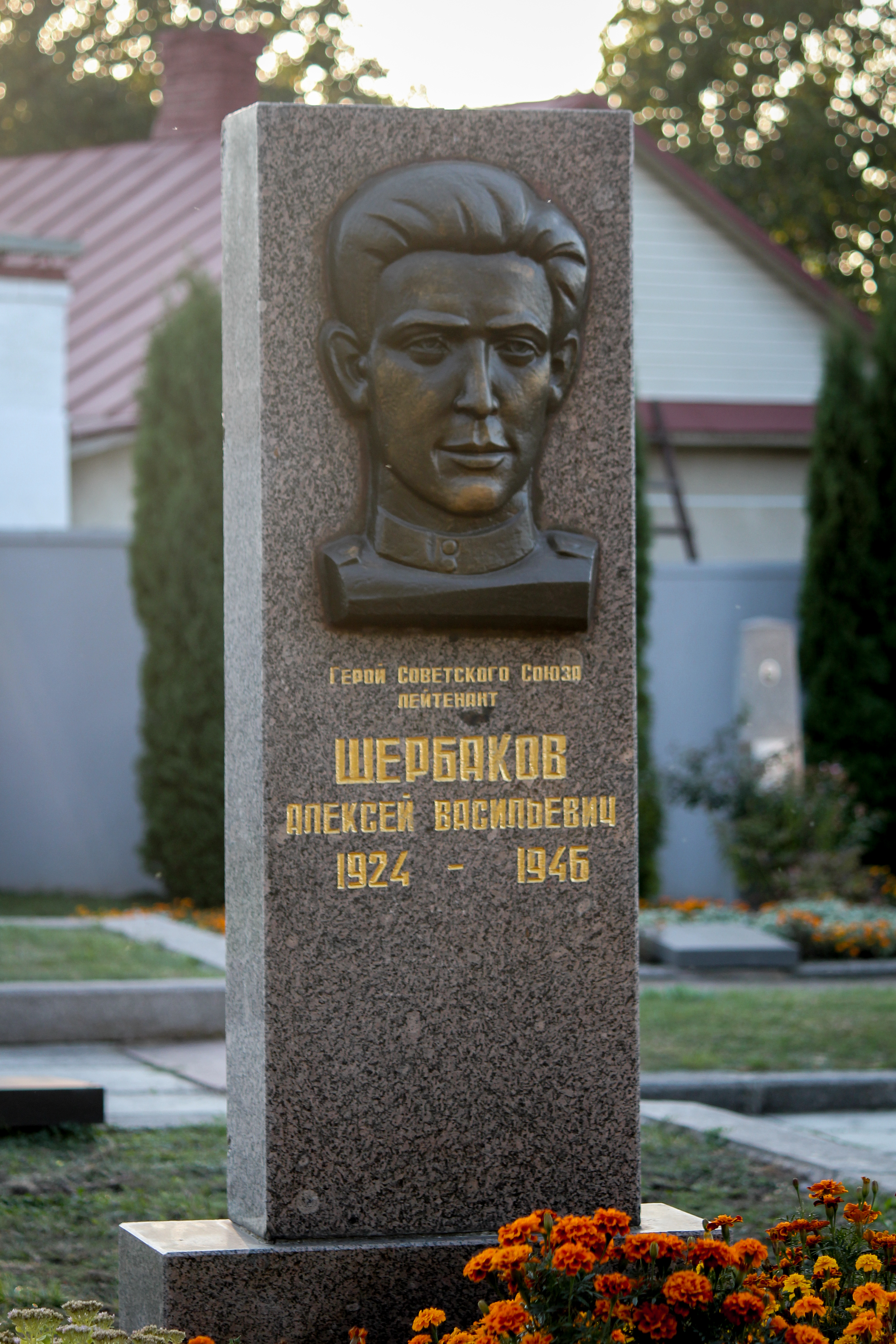
Надгробный памятник на могиле Щербакова А. В. в Ровно, Украина
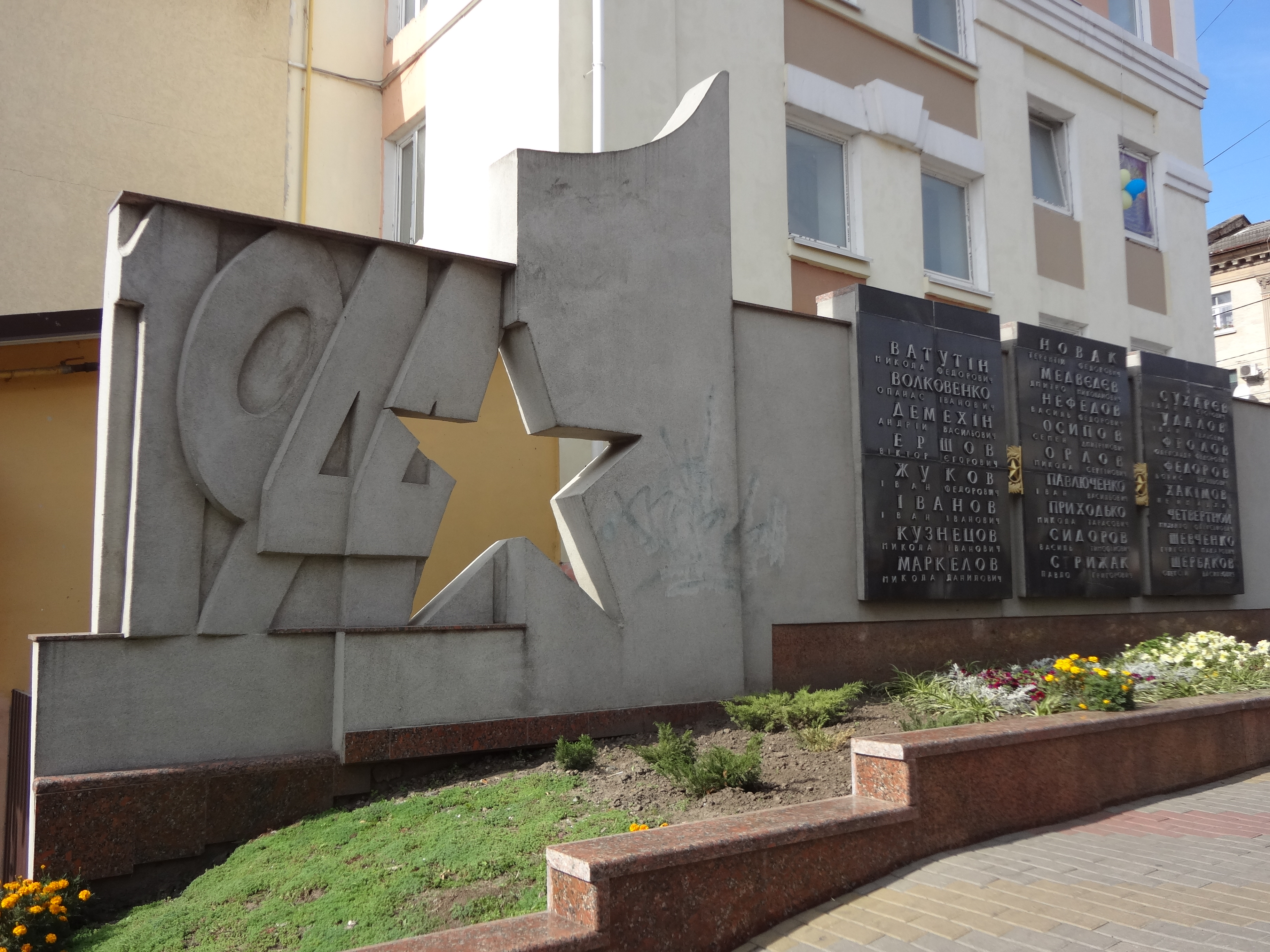
Стела Героев на Театральной площади г. Ровно, Украина.
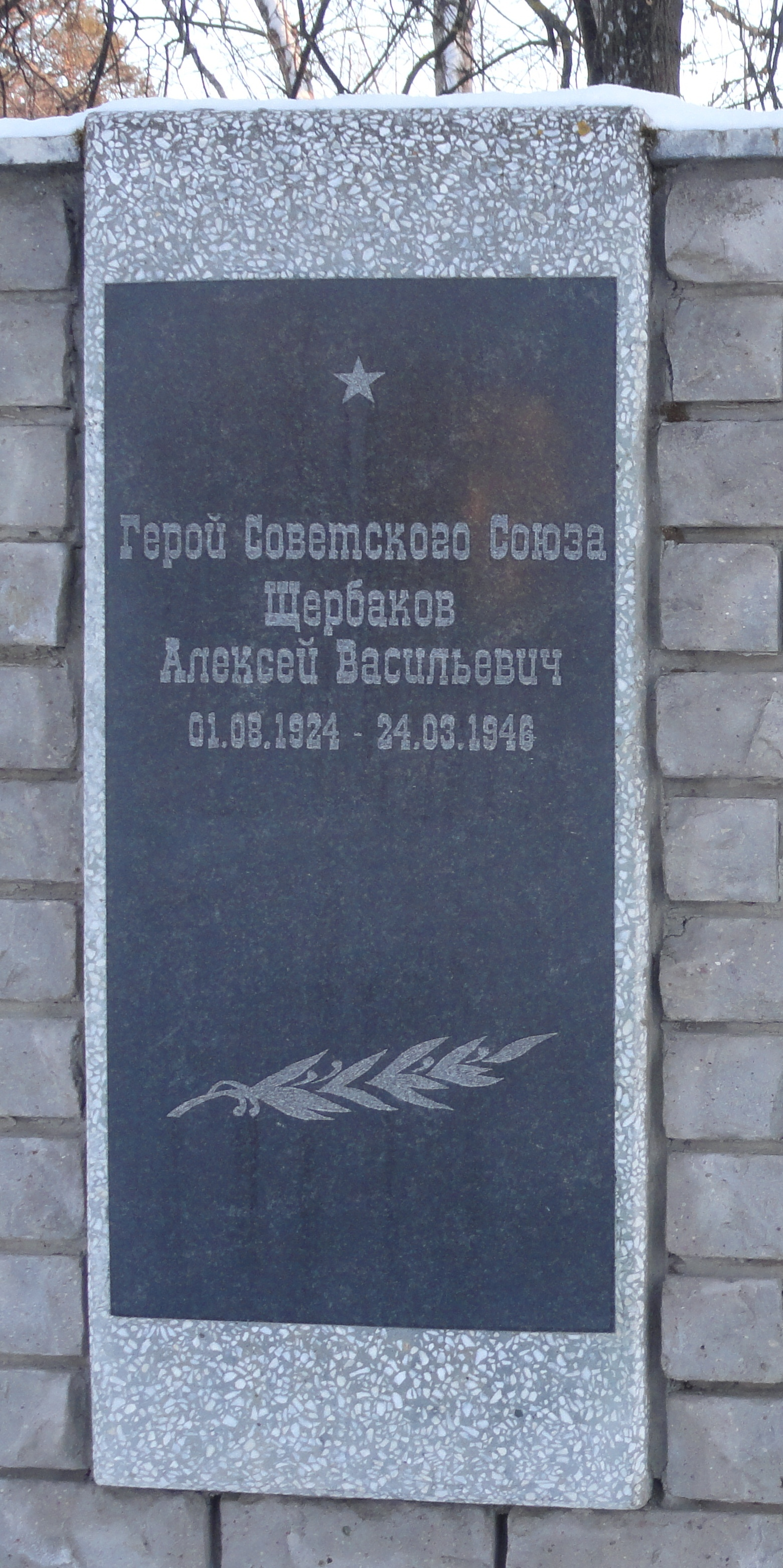
Памятная доска на Стене Героев в Кулебаках